# Alton (Illinois)
Alton is een plaats (city) in de Amerikaanse staat Illinois, en valt bestuurlijk gezien onder Madison County.

## Demografie
Bij de volkstelling in 2000 werd het aantal inwoners vastgesteld op 30.496.
In 2006 is het aantal inwoners door het United States Census Bureau geschat op 29.269, een daling van 1227 (-4,0%).

## Geografie
Volgens het United States Census Bureau beslaat de plaats een oppervlakte van
43,0 km², waarvan 40,5 km² land en 2,5 km² water. Alton ligt op ongeveer 186 m boven zeeniveau.

## Plaatsen in de nabije omgeving
De onderstaande figuur toont nabijgelegen plaatsen in een straal van 12 km rond Alton.

## Geboren
- Robert Wadlow (1918-1940), langste mens
- Miles Davis  (1926-1991), jazzmuzikant
- James Earl Ray (1928-1998), crimineel